# Trudoliubivka, Malîn
Trudoliubivka (în ucraineană Трудолюбівка) este un sat în comuna Vîșiv din raionul Malîn, regiunea Jîtomîr, Ucraina.

## Demografie
Componența lingvistică a localității Trudoliubivka
     Rusă (65,57%)
     Ucraineană (32,79%)
     Română (1,64%)
Conform recensământului din 2001, majoritatea populației localității Trudoliubivka era vorbitoare de rusă (65,57%), existând în minoritate și vorbitori de ucraineană (32,79%) și română (1,64%).